# Ajuga ophrydis
Ajuga ophrydis là một loài thực vật có hoa trong họ Hoa môi. Loài này được Burch. ex Benth. mô tả khoa học đầu tiên năm 1848.